# Quart (Steuer)
Die Quart, auch Türkenquart genannt, war eine Steuer zur Finanzierung der Türkenkriege (Türkensteuer). Sie wurde im Jahr 1529 in den österreichischen Ländern der Habsburger eingehoben. Die Quart war als Zwangsdarlehen gestaltet. Besteuert wurde aller Besitz der katholischen Kirche mit einem Viertel seines Wertes. Von dieser Höhe (im damaligen Sprachgebrauch lat. „quadrans, quartarius“ für ‚Viertel‘) leitet sich auch der Name der Steuer ab.

## Hintergrund
Die innerösterreichischen Länder hatten ab 1415 die Hauptlast der Türkenabwehr zu tragen. Sie galten als „des deutschen Reiches Hofzaun.“ Der hohe Finanzbedarf der Türkenabwehr erzwang eine „rücksichtsloseste Besteuerung des Kirchengutes und der Geistlichkeit“. Dieser Finanzbedarf hatte bereits zu einer Reihe steuerlicher Maßnahmen geführt, wie beispielsweise der Terz. Auf die Mitwirkungsrechte der Landtage und deren Berechtigung, Steuern (in sogenannten „Ordnungen“), festzusetzen, wurde dabei nicht Rücksicht genommen.
1526 führte weiters der Tod des ungarischen Königs Ludwig II. aus der Familie der Jagiellonen in der Schlacht von Mohács gegen die Türken dazu, dass die Habsburger Anspruch auf die Herrschaft in Ungarn erheben konnten. Das war aber nur dann durchzusetzen, wenn einerseits der Gegner dieser Ansprüche Johann Zápolya und andererseits die Türken besiegt waren. Andernfalls wäre damit zu rechnen gewesen, dass der Kampf gegen die Türken nicht mehr in Ungarn, sondern knapp vor oder um die habsburgische Hauptstadt Wien stattfinden hätte müssen. Die Erträge aus vorangegangenen Besteuerungen wie der Terz oder der Einziehung von Kirchenkleinodien reichten zur Finanzierung dieser Kämpfe nicht aus. 
Im Mai 1529 begann das türkische Heer unter Sultan Süleyman einen Feldzug nach Westen. Die habsburgischen Länder im Südosten des Deutschen Reiches wären die ersten Gebiete gewesen, die vom Krieg betroffen gewesen wären. Unter Berufung darauf, dass der Papst die Genehmigung erteilt habe (es war die wenig erfolgreiche Terz fortgeführt worden), wurde unter König Ferdinand I. festgesetzt, dass die katholische Kirche mit dem Wert eines Viertels ihrer Güter und ihres Einkommens zur Finanzierung der Kriegsaufwände beizutragen habe. Begründet wurde dies damit, dass die Klöster und geistlichen Pfründen zur Erhaltung des christlichen Glaubens gegründet worden seien und es daher zulässig sei, zu dessen Erhaltung entsprechende Opfer zu verlangen. Abgesehen davon würden im Vergleich zu jener Zeit, in der die meisten der Klöster gestiftet worden wären, nun viel weniger Personen dort leben (z. B. wegen Klosteraustritten als Auswirkung der Reformation). Es blieb freigestellt, auf welche Weise die Zahlungen zu finanzieren waren, ob durch Verkauf, Belehnung eines entsprechenden Vermögensanteils oder durch Zahlung aus eigenen Mitteln.
Als Käufer kirchlicher Güter traten unter anderen Adelige auf, so z. B. Siegmund von Dietrichstein, auch solche aus evangelischen Familien. Deren Erwerbungen trugen zum wirtschaftlichen Aufstieg dieser Adelsfamilien in den österreichischen Ländern bei.
Die Steuereinhebung erfolgte in den Jahren ab 1529 und war 1531 abgeschlossen.

## Ertrag
Die Quart war wirtschaftlich erfolgreich: Allein in der Steiermark wurden mindestens 150.000 Pfund Pfennige (88.800 Gulden) aus dem Vermögen der katholischen Kirche eingenommen, in Kärnten etwa 41.300 Pfund. Die Erträge aus der Quart reichten aus, um sieben Festungen in Kroatien auszubauen und mit den notwendigen Soldaten zu besetzen. Ab 1530 wurde damit und mit den Steuern, die auf Basis von Beschlüssen der Landtage eingehoben wurden, ein Verteidigungsgürtel geschaffen, welcher der Kern der späteren Militärgrenze wurde. Die eingesetzten Mittel trugen auch dazu bei, einen erneuten Feldzug des türkischen Heeres gegen Wien im Jahr 1532 bereits vor der Stadt Güns aufzuhalten.
Eine Rückzahlung der als Zwangsdarlehen deklarierten Beträge ist nicht verzeichnet. Das Vermögen der katholischen Kirche wurde durch die Quart zwar deutlich verringert, konnte sich aber erholen und hatte im Jahr 1640 den Stand des Jahres 1528 wieder erreicht, teilweise übertroffen.